# イグアノドン
イグアノドン（学名 Iguanodon）は、イグアノドン類に属する恐竜の一属。和名は禽竜 (きんりゅう)。

## 概要
メガロサウルスと並んで恐竜研究史の最初期に発見された鳥脚類で世界で2番目に名前がつけられた。中生代白亜紀前期（約1億2,600万 ~ 1億1,300万年前）のヨーロッパ、北米、アフリカ、アジアに生息していた。全長は7〜9m、体重は約5トン。

## 研究史
イグアノドンを発見したのはイギリスの田舎医者だったギデオン・マンテルである。マンテルは相当な古生物マニアで、医師業の傍ら自ら化石を取りに出かけていたという。マンテルの収集した化石コレクションは当時のイギリスでも有数のものだった。ある日、診察の帰りに工事で掘り返された道路を見ていたところ、巨大な歯と取れる化石を発見、すぐさま博物学者ジョルジュ・キュヴィエなど専門家の下に意見を仰ぎに行った。ところがギュウニウムらはサイか、象の歯としか捉えず、マンテルは納得しなかった。その後、爬虫類であるイグアナの歯と化石の特徴が一致することを突き止めたマンテルは、その化石が古代に生きた巨大な爬虫類のものであるとし、「イグアナの歯」を意味する学名、Iguanodon（イグアノドン）を与えた。
マンテルが想像したイグアノドンは、鼻先に角を持ち、長大な尾、イグアナのような体躯をしていた。イグアナをモデルとした結果、「マンテル・イグアノドン」は、体長70メートルという非常に巨大な生物となってしまった。体長はともかく、その後長くマンテル・イグアノドンのスタイルはしばらく受け継がれることになる。
1878年にベルギーのエノー州にあるベルニサール炭鉱から30体以上の完全な全身骨格化石が発見され、イグアノドンの復元についての研究が大きく進んだ。現在この化石はベルギー王立自然史博物館に展示されている。

## 形態
実際のところ、一般的な現生爬虫類であるイグアナと、絶滅した古生物であるイグアノドンの間には生物学的になんの関係もない。歯の形が似ている程度のものである。
体長7 - 9メートル。イグアノドンは他の一般的鳥脚類と同様にくちばし（鳥のようなくちばしではなく、骨格の一部をなす骨）を持ち、竜脚類に比べ発達した数百本の臼歯があった。上顎には歯列を左右に動かすことができる関節があった。こうした構造は、固定され上下するのみの下顎の歯列との間に側方剪断力を生み、植物を効率的に裁ち切り、すりつぶすことができた。
比較的短い前肢と長めの後肢を持つ。イグアノドンのもっとも大きな特徴はその前肢にある。親指はほとんどが長さ15センチメートル程の、円錐状の鋭くとがった骨からできていて、マンテルが角と見ても仕方がなかった。実際には、骨に更に角質の爪がかぶるので更に長くなる。これが親指だと判明した当時は肉食恐竜に対する唯一の防御方法として知れ渡っていたが、現在では柔軟性の高い第5指（小指）と共にやぶの中で好みの葉を寄せる時に使われたのではないかと考えられている。実際、捕食動物に襲われた際、この親指を武器として使える余裕があったかどうかは疑問である。
イグアノドンはマンテルの頃に4足歩行、やがて2足歩行で復元されるようになり、現在では再び4足歩行に戻っている。これは前肢の5本の指のうち、真ん中の3本に、手の甲側へ深く曲げることのできる特殊な関節を持っていることが分かったためである。イグアノドンは通常4足歩行で、体重の軽い若い個体や急ぐ時などは2足歩行をしていたのだろうと考えられている。
イグアノドンの尾の断面は縦長になっているため、かつては尾を使って泳ぐ水生動物と考えられたこともあったが、現在では陸生であったとされる。

## ギャラリー

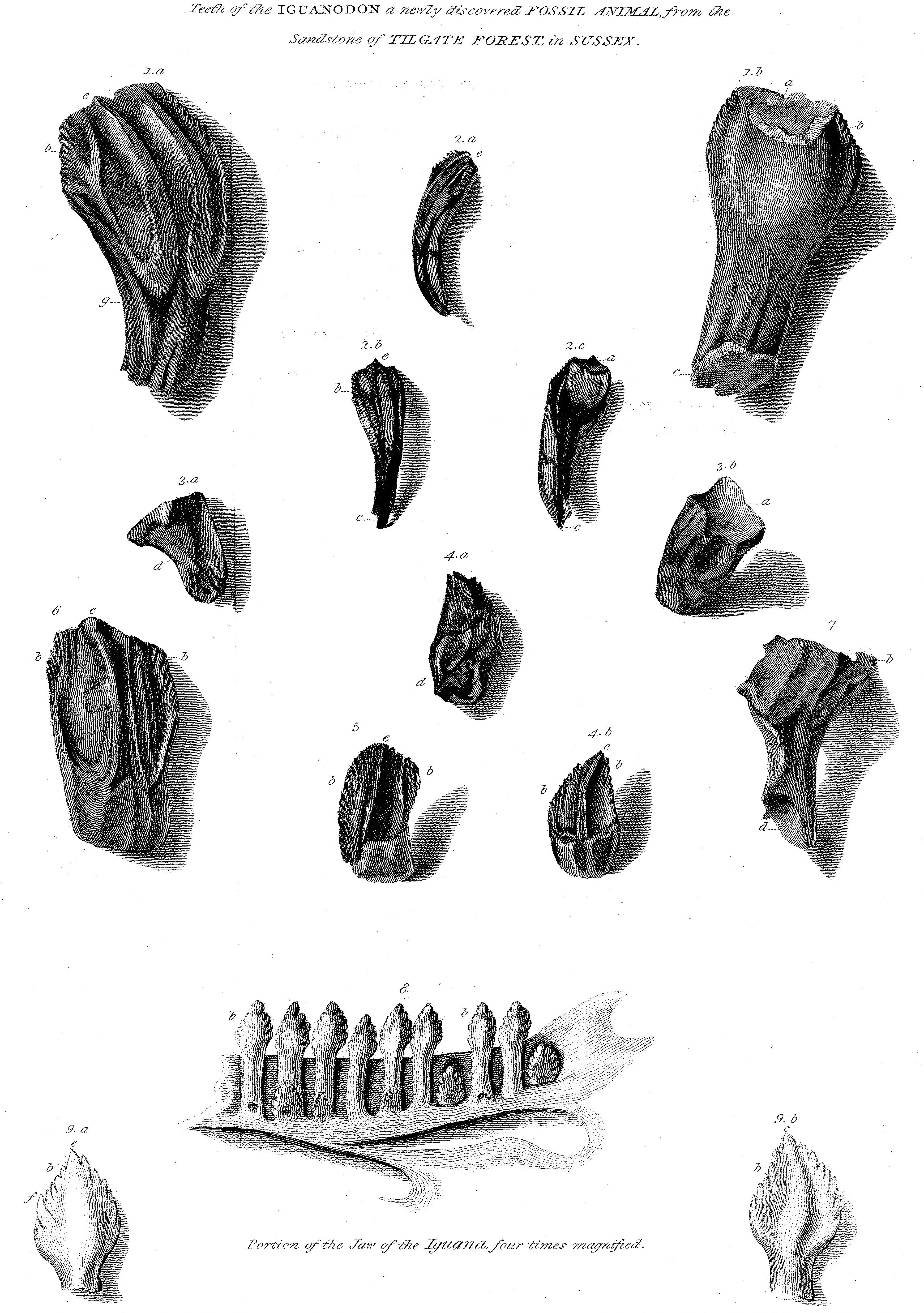
マンテルによって発見された歯
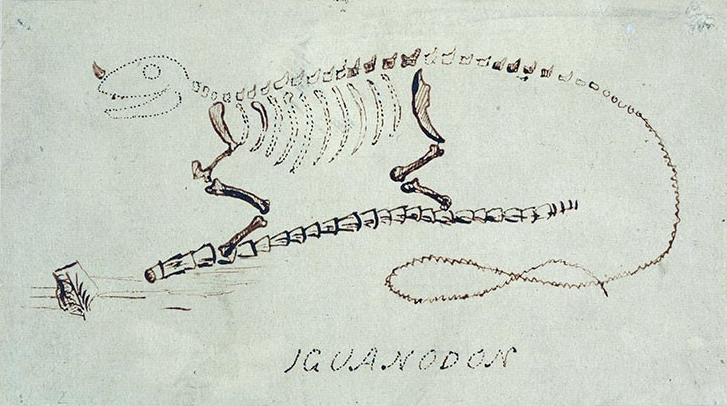
マンテルによる骨格図…当時は親指のスパイクは鼻先の角だと考えられていた
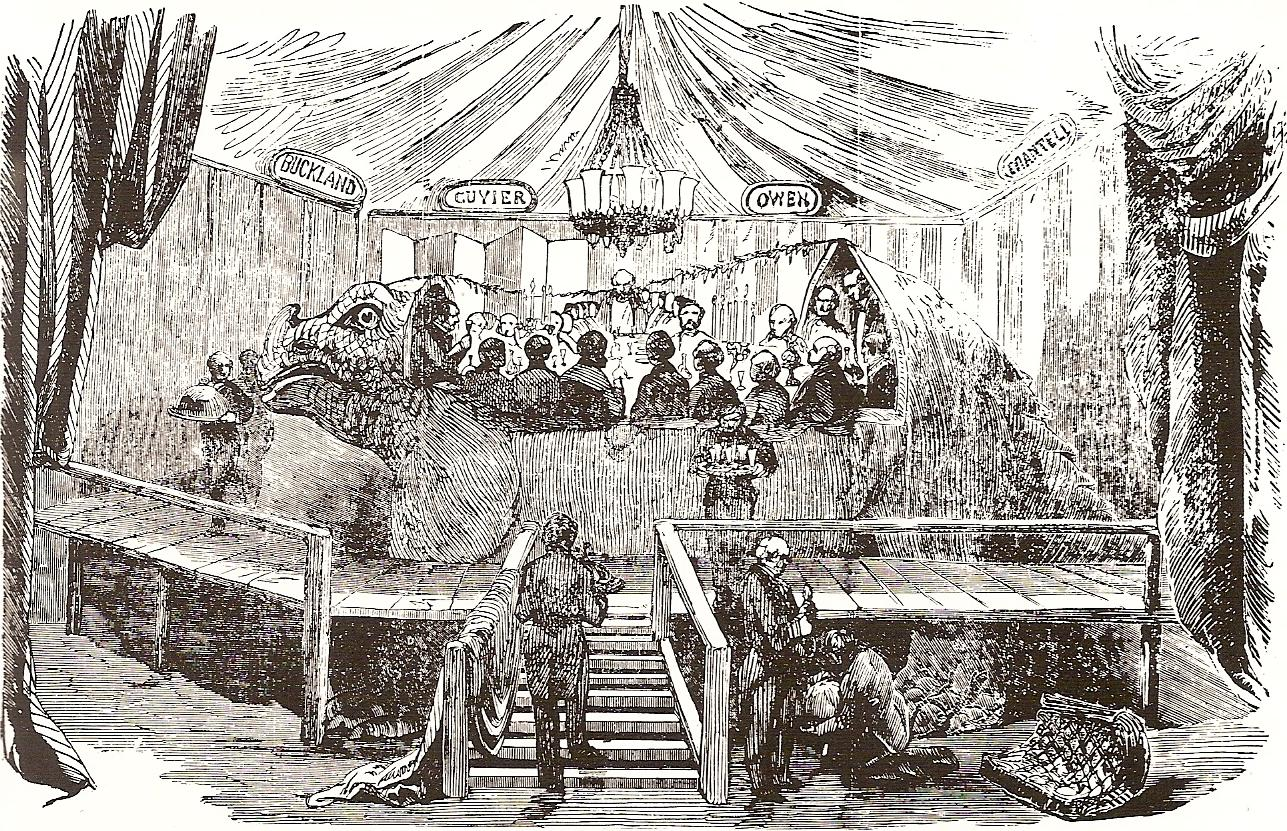
四足歩行のトカゲ型陸棲動物として復元されたイグアノドン
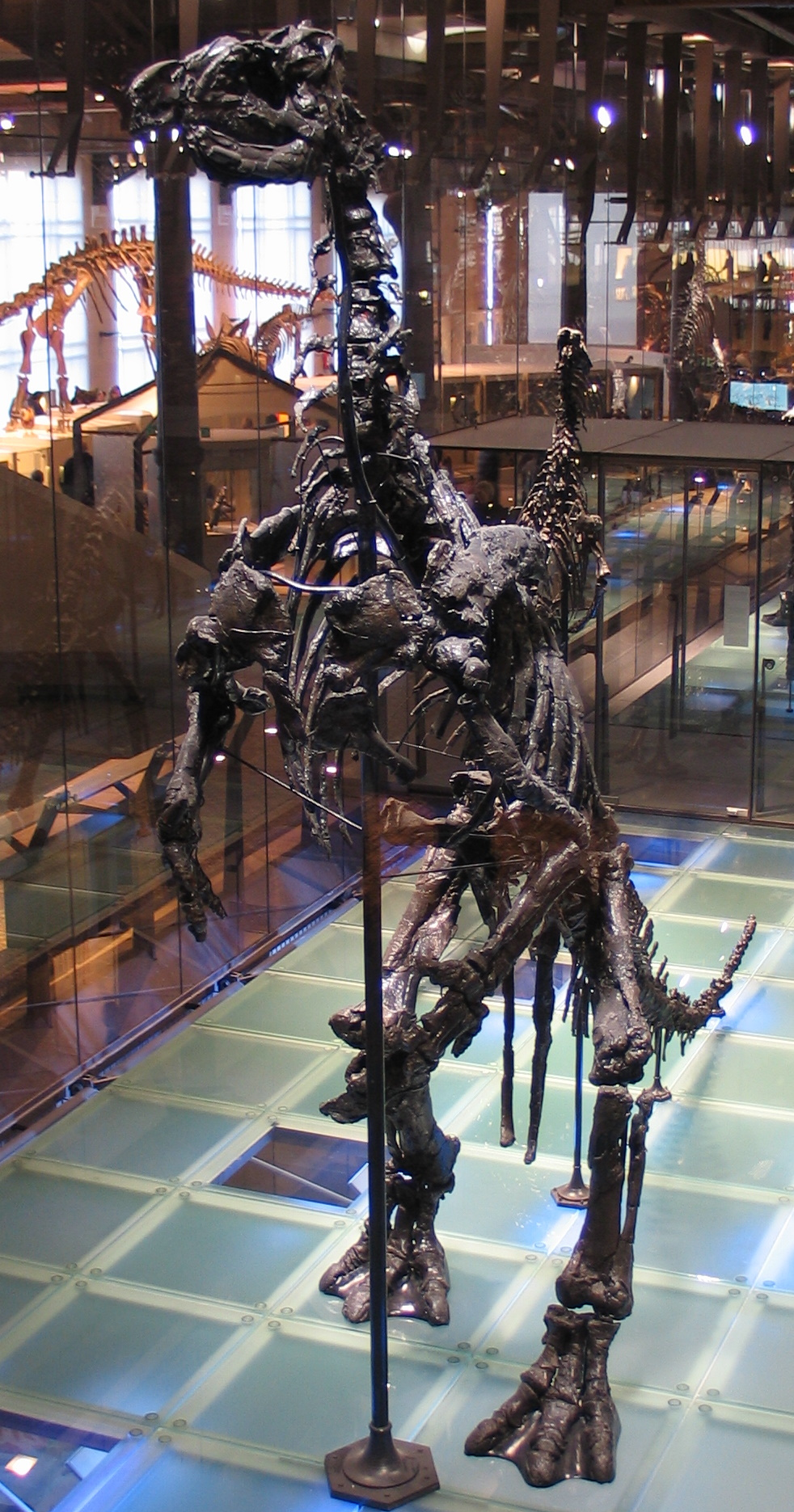
全身骨格。直立し、尾を引きずった姿に組み立てられている。
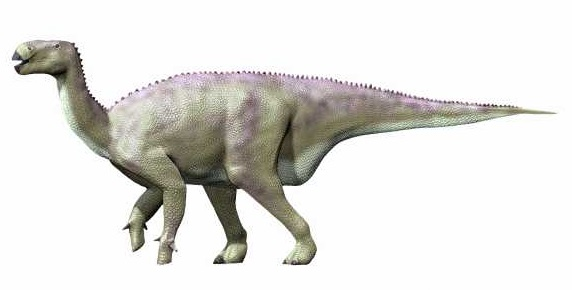
四足歩行をする姿の復元図
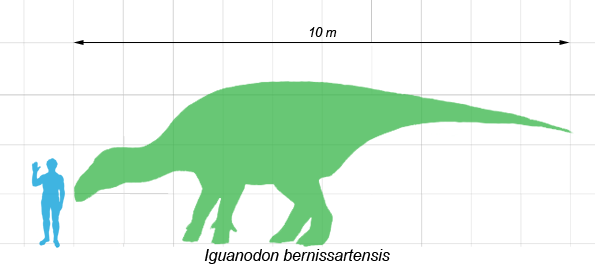
ヒトとの大きさ比較
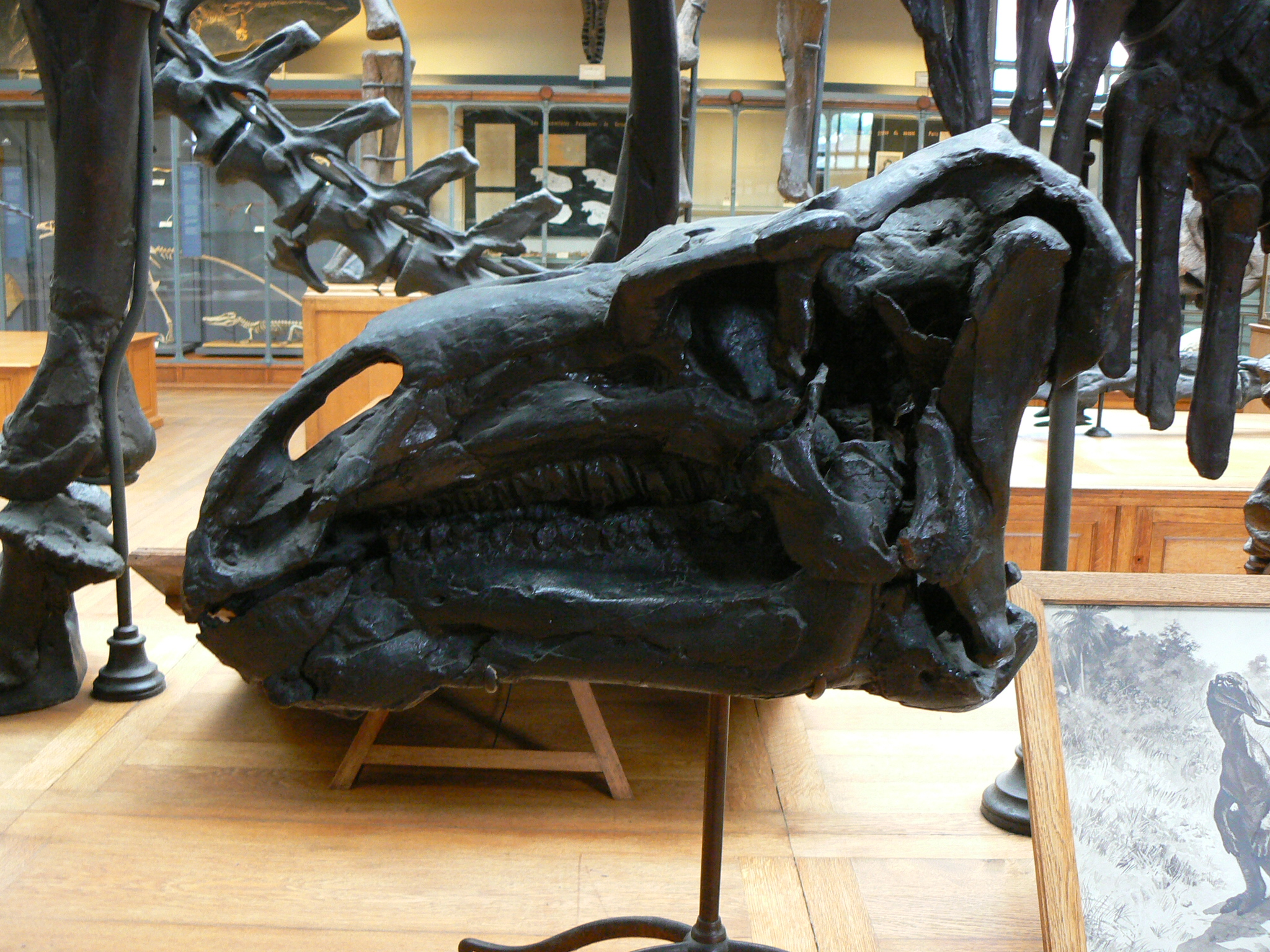
I. bernissartensis 頭骨
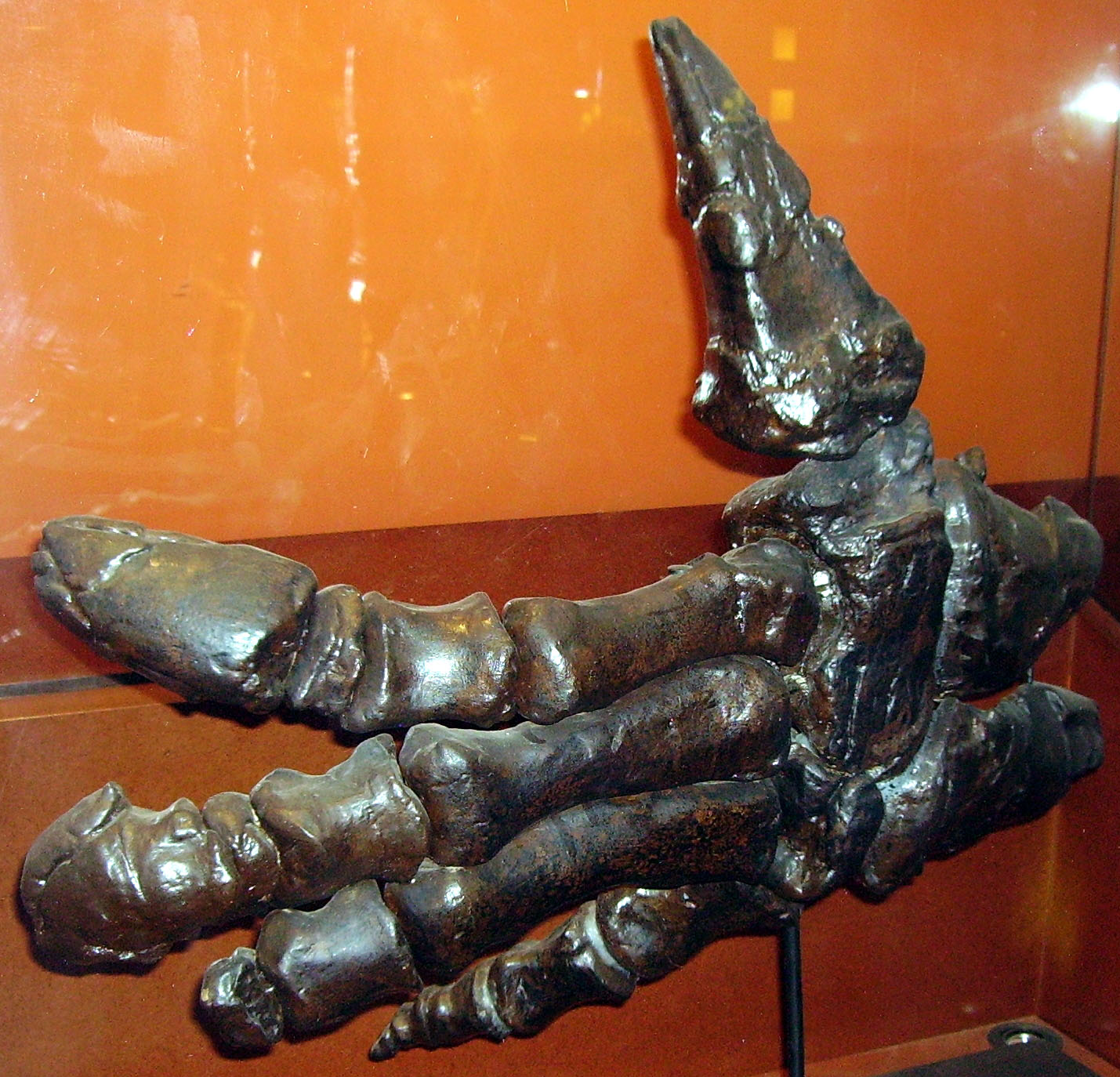
手の骨格。ロンドン自然史博物館蔵。